# مواقع وادي السرحان الأثرية
مواقع وادي السرحان الأثرية يحتوي وادي السرحان الواقع شمال شبه الجزيرة العربية عددًا من المواقع الأثرية، والتي يعود تاريخها إلى العصر الحجري النحاسي.

## نبذة عامة
يُعد وادي السرحان أهم المعالم الجغرافية لمنطقة الجوف ومن أشهر أودية شمال الجزيرة العربية، والذي يمتد بطول حوالي 500 كيلو متر تقريبًا، والذي يبدأ من منطقة الجوف وتحديداً من الطرف الشمالي الغربي لصحراء النفود وينتهي بشرق الأردن في منطقة الأزرق، حيث يعتبر وادي السرحان من أهم مناطق المملكة العربية السعودية في وفرة المياه الجوفية والأراضي الزراعية. تعود تسمية الوادي إلى قبيلة السرحان الطائية التي نزلت الوادي وسيطرت عليه وحكمته في القرن السادس عشر الميلادي. قسم كبير من الوادي يوجد في منطقة الجوف شمال المملكة العربية السعودية، وأهم المدن والقرى التي تقع في الوادي: سكاكا ودومة الجندل وقارا والقريات وإثره وكاف ومنوه والعين.

## موقع (201 - 54)
كُشف عن هذا الموقع في موسم عام 1397 هـ الموافق 1977م إلى الغرب من دومة الجندل٬ حيث يقع فوق قمة تل معزول من الحجر الرملي يرتفع حوالي 75 متر فوق مستوى منخفض وادي السرحان٬ ولا يمكن رؤيته من أسفل الوادي. يتكون الموقع من قرية من الدوائر الحجرية يزيد عددها على خمسين منشأة موزعة بشكل عشوائي فوق منطقة مساحتها 15.000 متر مربع فوق أعلى قمة التل٬ بالإضافة إلى عدد من الدوائر الحجرية الأخرى التي تنتشر على سفوح المرتفع والمنحدرات. معظم المنشآت الحجرية معزولة بعضها عن بعض ويلحق في المجموعات ملحقات وأبواب دخول في الجانب الأيسر من المنشأة.
عُثر داخل مجموعات الدوائر الحجرية وفي محيطها على كمية من الأدوات الحجرية المستخدمة٬ مثل: الرقائق المسننة٬ والمخارز٬ وأرس رمح كبير ذي حدين وأدوات كبيرة٬ مثل: المجارف٬ والقادوم٬ والإزميل والساطور٬ بالإضافة إلى كميات من المواد الخام غير المصنعة.

## موقع (201 - 56)
يوجد الموقع على مسافة 25 كم غرب دومة الجندل على حافة وادي السرحان٬ ويمتد إلى مسافة كيلو متر٬ وعرض 100 متر٬ وهو ينتشر فوق قمة ثلاث روابي في طرف الوادي٬ ويتكون الموقع من سلسلة كبيرة من الدوائر الحجرية٬ والنصب الركامية. تم إحصاء أكثر من مائة دائرة حجرية فيه٬ وهي تشكل قرية أكبر من القرية (201 - 54)٬ وتنتمي دوائر هذا الموقع إلى النمط المركب٬ وهي تختلف في أسلوب بنائها عن الموقع السابق ولا تحوي مداخل. وقد شيدت الدوائر من كتل من الحجر الجيري على هيئة ألواح ثبتت بشكل أرسي أو أفقي مكونة منشأة مسورة. عثر في داخل تلك المجموعات على كمية من الأدوات الحجرية٬ منها: مكاشط ذات حد واحد٬ وشف ارت من الصوان٬ وشف ارت منشورية الشكل٬ وأسنة ومخارز٬ ومجارف٬ بالإضافة إلى كمية من الأحجار غير المصنعة٬ وعلى الرغم من التباين بين مجموعات الأدوات الحجرية في هذا الموقع٬ والموقع السابق إلا أن الأدوات الحجرية تعكس بصفة عامة ثقافة العصر الحجري النحاسي بفلسطين وسيناء٬ وبذلك يمكن إرجاع تاريخها إلى الألف الرابع قبل الميلاد.